# Sarka Kata
Sarka Katalin (Cegléd, 1986. szeptember 24. –) magyar modell, üzletasszony.

## Élete
Albertirsán töltötte gyermekéveit, majd Cegléden járt középiskolába. 18 éves korában került Budapestre. Kézilabdázni 8 évesen kezdett, de egy vállsérülés miatt nem folytathatta sportpályafutását. Ezután modellnek állt. A budapesti Nemzetközi Üzleti Főiskolán szerzett diplomát, később két barátjával közösen céget alapított.
2007-ben Budapest Legszebb Lányának választották, a 2007-es Miss Universe Hungary-n első udvarhölgy lett. 2007 januárjában fordult komolyra kapcsolata Hajdú Péterrel, akihez feleségül ment, 2009 februárjában született meg gyermekük, Noémi.
A CKM magazin 2009. májusi számának címlaplánya volt, de az SFT magazin hasábjain is feltűnt.
2014 tavaszán szerepelt a Nagy duett című zenés műsorban, ahol L.L. Junior partnere volt, akinek korábban már az Ennyi volt című klipjében is szerepelt.
2016 októberétől a FEM3 csatornán futó Élet-Forma című félórás magazin műsorvezetője.
A Miss World Hungary tulajdonosa.
Bessenyei István üzletember felesége.